# Ferdinando Vieira
Ferdinando Vieira ist ein osttimoresischer Politiker. Er ist Mitglied der Partido Democrático (PD).
Am 1. Juli 2023 wurde Vieira, in der IX. Regierung Osttimors von Premierminister Xanana Gusmão, zum Staatssekretär für Forstwirtschaft vereidigt.